# Alchemilla gymnopoda
Alchemilla gymnopoda é uma espécie de rosácea do gênero Alchemilla, pertencente à família Rosaceae.